# Grand Prix automobile de Grande-Bretagne 1990
GP précédent GP suivant
Le Grand Prix automobile de Grande-Bretagne 1990 (Foster's British Grand Prix), disputé sur le circuit de Silverstone le 15 juillet 1990, est la 492e épreuve du championnat du monde de Formule 1 courue depuis 1950 et la huitième manche du championnat 1990.

## Classement
| Pos. | No | Pilote             | Écurie            | Tours | Temps/Abandon                      | Grille | Points |
| ---- | -- | ------------------ | ----------------- | ----- | ---------------------------------- | ------ | ------ |
| 1    | 1  | Alain Prost        | Ferrari           | 64    | 1 h 18 min 30 s 999 (233,775 km/h) | 5      | 9      |
| 2    | 5  | Thierry Boutsen    | Williams-Renault  | 64    | + 39 s 092                         | 4      | 6      |
| 3    | 27 | Ayrton Senna       | McLaren-Honda     | 64    | + 43 s 088                         | 2      | 4      |
| 4    | 29 | Éric Bernard       | Lola-Lamborghini  | 64    | + 1 min 15 s 302                   | 8      | 3      |
| 5    | 20 | Nelson Piquet      | Benetton-Ford     | 64    | + 1 min 24 s 003                   | 11     | 2      |
| 6    | 30 | Aguri Suzuki       | Lola-Lamborghini  | 63    | + 1 tour                           | 9      | 1      |
| 7    | 10 | Alex Caffi         | Arrows-Ford       | 63    | + 1 tour                           | 17     |        |
| 8    | 4  | Jean Alesi         | Tyrrell-Ford      | 63    | + 1 tour                           | 6      |        |
| 9    | 8  | Stefano Modena     | Brabham-Judd      | 62    | + 2 tours                          | 20     |        |
| 10   | 25 | Nicola Larini      | Ligier-Ford       | 62    | + 2 tours                          | 21     |        |
| 11   | 21 | Emanuele Pirro     | BMS Dallara-Ford  | 62    | + 2 tours                          | 19     |        |
| 12   | 24 | Paolo Barilla      | Minardi-Ford      | 62    | + 2 tours                          | 24     |        |
| 13   | 26 | Philippe Alliot    | Ligier-Ford       | 61    | + 3 tours                          | 22     |        |
| 14   | 28 | Gerhard Berger     | McLaren-Honda     | 60    | Accélérateur                       | 3      |        |
| Abd. | 2  | Nigel Mansell      | Ferrari           | 55    | Boîte de vitesses                  | 1      |        |
| Abd. | 16 | Ivan Capelli       | Leyton House-Judd | 48    | Alimentation                       | 10     |        |
| Abd. | 12 | Martin Donnelly    | Lotus-Lamborghini | 48    | Moteur                             | 14     |        |
| Abd. | 11 | Derek Warwick      | Lotus-Lamborghini | 46    | Moteur                             | 16     |        |
| Abd. | 17 | Gabriele Tarquini  | AGS-Ford          | 41    | Soupape                            | 26     |        |
| Abd. | 9  | Michele Alboreto   | Arrows-Ford       | 37    | Moteur                             | 25     |        |
| Abd. | 6  | Riccardo Patrese   | Williams-Renault  | 26    | Châssis                            | 7      |        |
| Abd. | 3  | Satoru Nakajima    | Tyrrell-Ford      | 20    | Panne électrique                   | 12     |        |
| Abd. | 19 | Alessandro Nannini | Benetton-Ford     | 15    | Collision                          | 13     |        |
| Abd. | 22 | Andrea De Cesaris  | BMS Dallara-Ford  | 12    | Boîte de vitesses                  | 23     |        |
| Abd. | 23 | Pierluigi Martini  | Minardi-Ford      | 3     | Alternateur                        | 18     |        |
| Np.  | 15 | Mauricio Gugelmin  | Leyton House-Judd |       | Pompe à essence                    | 15     |        |
| Nq.  | 14 | Olivier Grouillard | Osella-Ford       |       | Non qualifié                       |        |        |
| Nq.  | 7  | David Brabham      | Brabham-Judd      |       | Non qualifié                       |        |        |
| Nq.  | 36 | Jyrki Järvilehto   | Onyx-Ford         |       | Non qualifié                       |        |        |
| Nq.  | 35 | Gregor Foitek      | Onyx-Ford         |       | Non qualifié                       |        |        |
| Npq. | 33 | Roberto Moreno     | Eurobrun-Judd     |       | Non préqualifié                    |        |        |
| Npq. | 18 | Yannick Dalmas     | AGS-Ford          |       | Non préqualifié                    |        |        |
| Npq. | 34 | Claudio Langes     | Eurobrun-Judd     |       | Non préqualifié                    |        |        |
| Npq. | 31 | Bertrand Gachot    | Coloni-Subaru     |       | Non préqualifié                    |        |        |
| Npq. | 39 | Bruno Giacomelli   | Life-Rocchi       |       | Non préqualifié                    |        |        |

## Pole position et record du tour
- Pole position : Nigel Mansell en 1 min 07 s 428 (vitesse moyenne : 255,206 km/h).
- Meilleur tour en course : Nigel Mansell en 1 min 11 s 291 au 51e tour (vitesse moyenne : 241,377 km/h).

## Tours en tête
- Ayrton Senna : 11 (1-11)
- Nigel Mansell : 25 (12-21 / 28-42)
- Gerhard Berger : 6 (22-27)
- Alain Prost : 22 (43-64)

## Statistiques
- 43e victoire pour Alain Prost.
- 101e victoire pour Ferrari en tant que constructeur.
- 101e victoire pour Ferrari en tant que motoriste.
- 16e et dernier GP de l'écurie Onyx.

## Classements généraux à l'issue de la course
| Pos. | Pilote             | Écurie            | Points |
| ---- | ------------------ | ----------------- | ------ |
| 1    | Alain Prost        | Ferrari           | 41     |
| 2    | Ayrton Senna       | McLaren-Honda     | 39     |
| 3    | Gerhard Berger     | McLaren-Honda     | 25     |
| 4    | Nelson Piquet      | Benetton-Ford     | 18     |
| 5    | Thierry Boutsen    | Williams-Renault  | 17     |
| 6    | Nigel Mansell      | Ferrari           | 13     |
| 7    | Jean Alesi         | Tyrrell-Ford      | 13     |
| 8    | Riccardo Patrese   | Williams-Renault  | 10     |
| 9    | Alessandro Nannini | Benetton-Ford     | 7      |
| 10   | Ivan Capelli       | Leyton House-Judd | 6      |
| 11   | Éric Bernard       | Lola-Lamborghini  | 4      |
| 12   | Alex Caffi         | Arrows-Ford       | 2      |
| 13   | Stefano Modena     | Brabham-Judd      | 2      |
| 14   | Derek Warwick      | Lotus-Lamborghini | 1      |
| 15   | Satoru Nakajima    | Tyrrell-Ford      | 1      |
| 16   | Aguri Suzuki       | Lola-Lamborghini  | 1      |

| Pos. | Écurie            | Points |
| ---- | ----------------- | ------ |
| 1    | McLaren-Honda     | 64     |
| 2    | Ferrari           | 54     |
| 3    | Williams-Renault  | 27     |
| 4    | Benetton-Ford     | 25     |
| 5    | Tyrrell-Ford      | 14     |
| 6    | Leyton House-Judd | 6      |
| 7    | Lola-Lamborghini  | 5      |
| 8    | Arrows-Ford       | 2      |
| 9    | Brabham-Judd      | 2      |
| 10   | Lotus-Lamborghini | 1      |